# جوایز اسکار
جوایز آکادمی (انگلیسی: Academy Awards) که عموماً و امروزه رسماً با نام اسکار (انگلیسی: Oscars) شناخته می‌شود، جایزه‌هایی به‌منظور شناخت شایستگی‌های هنری و فنی در صنعت فیلم هستند. این جایزه‌ها سالیانه از سوی آکادمی علوم و هنرهای سینما (مستقر در بورلی هیلز، کالیفرنیا) به پاس دست‌آوردهای سینمایی که با رای‌دهی اعضای آکادمی ارزیابی می‌شوند، اهدا می‌شوند. جوایز آکادمی از سوی بسیاری، پرآوازه و نیک‌نام‌ترین جایزه‌ها در صنعت سرگرمی در سطح جهانی شناخته می‌شوند. تندیس اسکار، نمایی از یک شوالیه به سبک آرت دکو است.
دسته‌بندی‌های قابل توجه طی پخش تلویزیونی زنده که معمولاً در فوریه یا مارس برگزار می‌شود، اعلام می‌شوند. جوایز آکادمی در بخش رسانه به‌عنوان قدیمی‌ترین مراسم اهدای جوایز به‌شمار رفته و نخستین دوره جوایز اسکار در سال ۱۹۲۹ برگزار شد. دومین دوره در سال ۱۹۳۰، نخستین مراسم اسکار بود که از طریق رادیو به روی آنتن رفت و دورهٔ بیست و پنجم در سال ۱۹۵۳، از طریق تلویزیون پخش شد. علاوه بر این، جوایز اسکار کهن‌ترین مراسم اهدای جایزه در میان چهار مراسم سرگرمی مهم آمریکا است؛ جوایز هم‌ارزش با آن: جایزه گرمی برای موسیقی، جایزه امی برای تلویزیون و جایزه تونی برای تئاتر، پس از آن شکل گرفتند.

## پیشینه
نخستین مراسم اسکار در ۱۶ می ۱۹۲۹ در مراسم شام خصوصی در هتل روزولت هالیوود با حضور حدود ۲۷۰ تماشاگر برگزار شد. بهای بلیت مراسم بعدی که در هتل میفر برگزار شد که ۵ دلار بود. ۱۵ تندیس کوچک به بازیگران، کارگردانان و دیگر عوامل صنعت فیلم‌سازی آن زمان برای گرامی داشت فعالیتشان طی سال‌های ۱۹۲۷–۱۹۲۸ اهدا شد.
اسامی برنده‌ها از سه ماه قبل اعلام می‌شد که این رویه در دومین مراسم اسکار در سال ۱۹۳۰ تغییر کرد. از آن زمان و در ۱۰ سال نخست نتایج برای انتشار عمومی در ساعت ۱۱ شب برگزاری مراسم به روزنامه‌ها داده می‌شد. این شیوه تا زمانی که لس آنجلس تایمز نام برنده‌ها را پیش از شروع مراسم اعلام کند ادامه یافت. در نتیجه آن، آکادمی از سال ۱۹۴۱ اسامی برندگان را در نامه‌ای مهر و موم شده اعلام می‌کرد و مراسم از تئاتر کداک پخش می‌شد.

### مؤسسه‌ها
نخستین برندهٔ اسکار بهترین بازیگر مرد امیل یانینگز بود که به دلیل نقش‌آفرینی در فیلم‌های آخرین فرمان و راهی که همه می‌روند اسکار را از آن خود کرد. امیل پیش از مراسم به اروپا بازمی‌گشت از این رو آکادمی با اهدای زودتر جایزه به او موافقت کرد. این موضوع او را نخستین برنده جایزه اسکار در تاریخ کرد.
فیلم بو ژست محصول سال ۱۹۳۹ تنها فیلم غیر مستندی است که چهار برنده اسکار بهترین بازیگر یعنی گری کوپر، ری میلند، سوزان هیوارد و برودریک کرافورد را در نقش‌های اصلی در اختیار داشت.
در مراسم بیست و نهم که در ۲۷ مارس ۱۹۵۷ برگزار شد بخش انتخاب بهترین فیلم خارجی زبان نیز ایجاد گردید.
از سال ۱۹۷۲ تصمیم گرفته شد که مراسم اهدای جوایز با جایزه بهترین فیلم به پایان برسد.
در مراسم هفتاد و چهارم که در سال ۲۰۰۲ برگزار شد، برای اولین بار جایزه اسکار بهترین پویانمایی نیز اضافه گردید و اهدا شد.

## طراحی

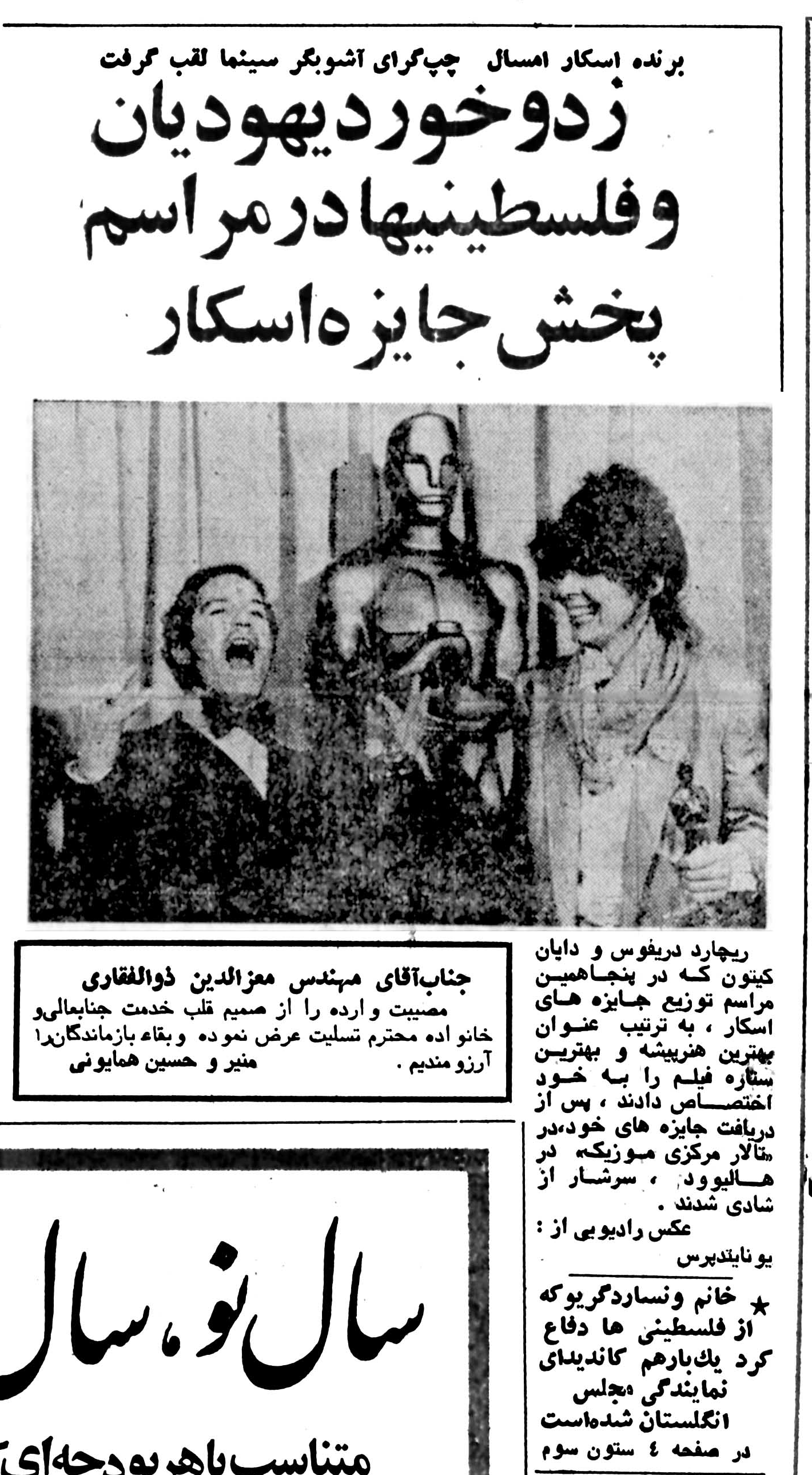
زد و خورد یهودیان و فلسطینی‌ها در مراسم پخش جایزه اسکار

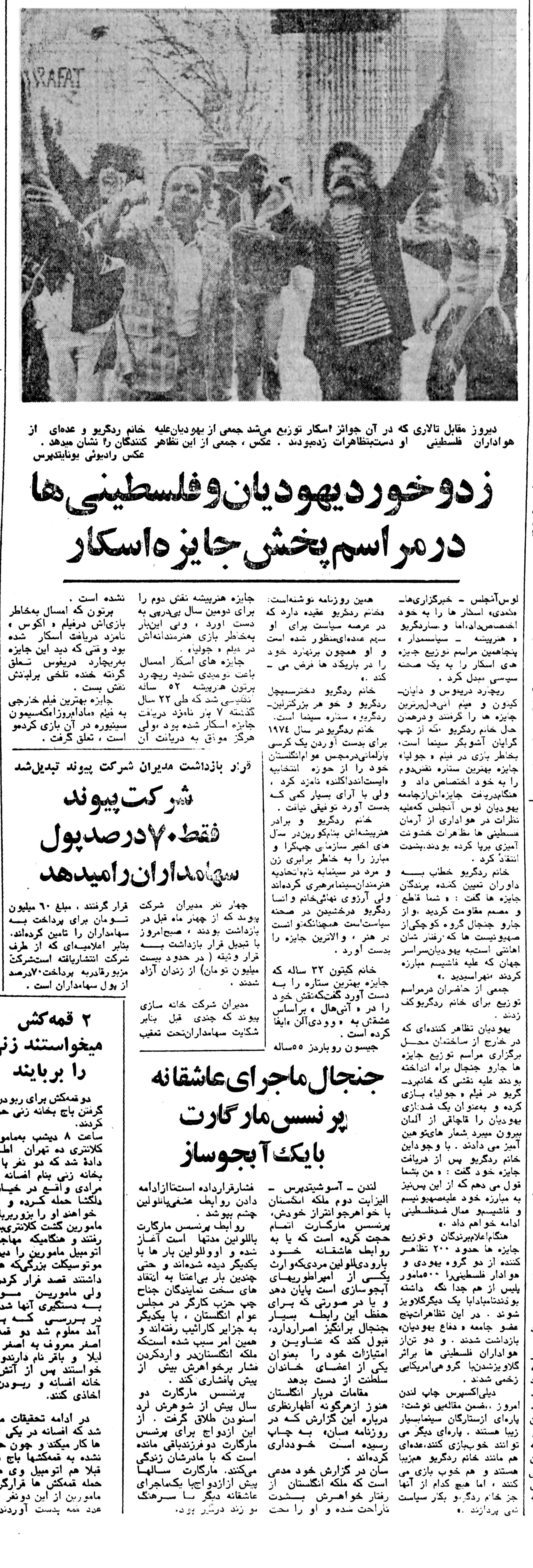
زد و خورد یهودیان و فلسطینی‌ها در مراسم پخش جایزه اسکار

اگرچه در آکادمی هفت جایزه دیگر نیز وجود دارد (جایزه یادبود ایروینگ جی. تالبرگ، جایزه بشردوستانه ژان هرشولت، جایزه گوردون ای. سایر، جایزه علمی و مهندسی، جایزه علمی و فنی آکادمی، جایزه اسکار بهترین دستاورد فنی، مدال تقدیر جان ای. بونر و جایزه دانش آموزی و همچنین دو جایزه افتخاری که در سال ارائه می‌شود، اما مشهورترین آن‌ها جایزه شایستگی آکادمی بوده که بیشتر به تندیس اسکار معروف است. این تندیس که از فلز برنز آب طلاکاری شده بر روی یک پایه فلزی سیاه ساخته شده دارای بلندی ۱۳٫۵ اینچ (معادل ۳۴ سانتیمتر) و وزن ۸٫۵ پوند (معادل ۳٫۸۵ کیلوگرم) است و شوالیه‌ای را نشان می‌دهد که شمشیر مبارزان جنگ صلیبی را در دست گرفته و بر روی یک حلقه فیلم ایستاده و پنج حوزه فیلم را نشان می‌دهد که هر کدام نشانگر بخش‌های اصلی آکادمی هستند: بازیگر، نویسنده، کارگردان، تهیه‌کننده و تکنسین.
در طراحی جایزهٔ اسکار از هیچ مدلی استفاده نشده‌است. جورج استنلی مجسمه‌ساز (که چشمه الهه شعر را در دروازه هالیوود بول نیز ساخته‌است)، طرح سدریک گیبنز را با خاک رس ساخت و ساچین اسمیت تندیس را با ۹۲٬۵ درصد قلع و ۷٬۵ درصد مس قالب زد و آن ۲۴ قیراط طلا داد. تنها چیزی که از زمان خلق اسکار به آن افزوده گشته بالا بردن کیفیت پایه آن بوده‌است. طرح اصلی اسکار به سال ۱۹۲۸ در کارخانه ذوب فلز سی. دبلیو. شاموی و پسران در باتاویای ایالت ایلی نویز قالب ریزی شد که طرح تندیس جوایز وینس لومباردی و امی را نیز قالب زده‌است. از سال ۱۹۸۳ سالانه حدود ۵۰ اسکار توسط کارخانه آر.اس. اونز و شرکا در شیکاگو ایالت ایلی نویز ساخته می‌شود. ساخت ۵۰ مجسمه بین سه تا چهار هفته زمان می‌برد.
به دلیل کمبود فلزات گرانبها در جنگ جهانی دوم، به مدت ۳ سال تندیس‌های اسکار از گچ رنگ شده (painted plaster(ساخته می‌شد که پس از اتمام جنگ از دریافت‌کنندگان برای مبادله با نسخهٔ طلایی دعوت شد.

## نامگذاری
در مورد ریشه نام اسکار اختلافاتی وجود دارد. در بیوگرافی بت دیویس عنوان شده که او اسکار را از نام همسر اولش هارمون اسکار نلسون جونیور (۱۹۰۷–۱۹۷۵) رهبر ارکستر گرفته‌است. ادعای دیگر در مورد انتشار نام اسکار به مقاله مجله تایم در مورد ششمین مراسم اسکار در سال ۱۹۳۴ و دریافت جایزه توسط بت دیویس در ۱۹۳۶ برمی‌گردد. در جایی عنوان شده در ۱۹۳۱ مارگارت هریک (۱۹۰۲–۱۹۷۶) دبیر اجرایی آکادمی برای نخستین بار تندیس را دید که او را به یاد «عمو اسکارش» که نام مستعار پسرعمویش اسکار پیرس انداخت. سیدنی اسکُلسکای (۱۹۰۵–۱۹۸۳) مقاله‌نویس در زمان نامگذاری توسط هریک حضور داشت و در مقاله‌اش نوشت: کارکنان با علاقه تندیس معروف خود را اسکار نامیدند. آکادمی علوم و هنرهای تصاویر متحرک در سال ۱۹۳۹ رسماً جایزه را اسکار نامید. در جایی دیگر آمده النور لیلبرگ نروژی-آمریکایی مدیر اجرایی لوییز بی مایر نخستین تندیس را دید و گفت: به نظر شاه اسکار دوم (اسکار فردریک شاه سابق نروژ و سوئد) می‌رسد. در پایان روز پرسید: باید با اسکار چیکار کنیم، بگذاریمش تو گاوصندوق؟ و این نام بر رویش ماند.

## مالکیت تندیس اسکار
طبق قانون از سال ۱۹۵۰ برنده‌ها یا وارثانشان نمی‌توانند بدون دادن پیشنهاد اولیه فروش تندیس به آکادمی به قیمت ۱ دلار نسبت به فروش آن اقدام کنند. در صورتی که برنده این شرایط را نپذیرد آکادمی تندیس را نگاه می‌دارد.
جوایز آکادمی که تحت حمایت این توافق‌نامه نبوده‌اند، در مزایده‌های عمومی و معاملات خصوصی به قیمت‌های شش رقمی فروخته شده‌اند. با اینکه اسکار در مالکیت برنده آن است، در بازار آزاد معامله نمی‌شود. در سال ۱۹۸۹ نوه مایک تاد قصد داشت تندیس اسکار او را به فروش برساند مشخص شد عده‌ای این قانون را قبول ندارند. او می‌خواست تندیس را به یک مجموعه دار بفروشد که آکادمی در دعوای حقوقی برنده شد و جایزه را پس گرفت. با وجود موفق بودن معاملات فروش اسکار، تعدادی از خریداران تندیس‌ها را به آکادمی بازمی‌گردانند تا آن‌ها را در گنجینه نگاه دارد. در سال ۱۹۹۲، هارولد راسل برای هزینه‌های درمانی همسرش اسکار خود را به فروش گذاشت.

## یک جایزه باشکوه؛ اسکار از آغاز تا امروز
با وجود همه دگرگونی‌هایی که در ۹۰ سال گذشته در صنعت فیلم پیش آمده، جایزه اسکار همچنان پابرجا مانده‌است.
از اواخر دهه ۱۹۲۰ و ورود صدا به سینما تا قرن ۲۱ و استفاده از تصاویری که به کمک کامپیوتر تولید شده، دهه‌های متمادی شاهد پیدایش و از میان رفتن سبک‌های گوناگون بوده‌اند.
هالیوود پیوسته سلطه خود را بر عالم خیال حفظ کرده و بر فیلم‌های اروپایی، بریتانیایی و هندی - که البته تماشاگران خود را داشته‌اند – سایه افکنده‌است.
ستارگان هالیوود نیز از نخستین بازیگران جهانی در دهه ۱۹۳۰ تا ستارگان شکوهمند دهه ۱۹۵۰ و چهره‌های پر زرق و برق دهه ۱۹۷۰ و بازیگران امروزی که روابط شان موضوع بحث رسانه هاست دستخوش تغییرهای بسیاری شده‌اند.
در تمام این سال‌ها، جایزه اسکار نشان دهنده وضعیت کلی سینما بوده و به عنوان پاداشی به فیلم‌ها، بازیگران و کارگردانانی که دستاوردهای پایداری داشته‌اند اهدا شده‌است؛ جایزه‌ای که نه تنها در تثبیت ستاره‌ها مؤثر بوده بلکه نقش بسزایی هم در موفقیت تجاری فیلم‌ها داشته‌است.
حتی هرگاه که آکادمی از یکی از این نشانه‌ها غافل مانده، باز هم معیارهای مفیدی برای درک روندهای جاری در صنعت فیلمسازی در اختیار مورخان گذاشته‌است.
این مطلب مروری است بر ۱۰ دهه فعالیت اسکار و تاریخچه پرشکوه اهدای این جایزه که به دست آوردن آن شاید مهم‌ترین دستاورد یک سینماگر در طول زندگی حرفه‌ای اش باشد.

## رأی‌دهندگان
برای نامزدی عضویت در آکادمی رقابت بسیار است با این وجود، فرد نامزد باید دعوت شده باشد یا اینکه یکی از اعضا او را معرفی کند. آکادمی نام اعضای خود را به‌طور عمومی آشکار نمی‌کند، گرچه در مطبوعات گذشته نام مدعوین برای عضویت در آکادمی انتشار یافته بود. در صورتی که کسی که هنوز به عضویت در آکادمی در نیامده در طول یک سال برای عضویت در بیش از یک بخش نامزد شده باشد، در زمانی که عضویت را می‌پذیرد باید بخشی را که می‌خواهد در آن قرار گیرد انتخاب کند. تعداد اعضای رأی‌دهندهٔ آکادمی اسکار ۹۹۰۵ نفر تا سال ۲۰۲۴ است.

## قوانین
امروزه بر اساس قوانین ۲ و ۳ مجموعه قوانین رسمی جوایز آکادمی، یک فیلم باید در سال قبل از آغاز نیمه شب اول ژانویه تا پایان نیمه شب ۳۱ دسامبر در لس آنجلس، کالیفرنیا برای هفت روز متوالی نمایش داده شود تا شرایط شرکت را داشته باشد (به استثنای بهترین فیلم خارجی زبان). برای مثال مهلکه برنده بهترین فیلم سال ۲۰۱۰، در سال ۲۰۰۸ پخش شد ولی واجد شرایط شرکت در اسکار ۲۰۰۹ نبود زیرا نمایش آن در لس آنجلس از نیمه سال ۲۰۰۹ آغاز شد بنابراین در اسکار ۲۰۱۰ شرکت نمود. قانون دوم بیان می‌دارد که فیلم باید حداقل ۴۰ دقیقه بوده و در نسخه ۳۵ یا ۷۰ میلیمتری یا در فرمت دیجیتالی ۲۴ یا ۴۸ فریم تهیه و وضوح آن نباید کمتر از ۱۲۸۰×۷۲۰ باشد.
در اواخر دسامبر فهرست نامزدها برای حدوداً ۶۰۰۰ عضو فعال فرستاده می‌شود. اعضای گروه‌های مختلف افراد مربوط به حوزه خودشان را به عنوان نامزد انتخاب می‌کنند (کارگردانان به کارگردانان رأی می‌دهند، نویسندگان به نویسندگان، بازیگران به بازیگران و غیره)؛ به استثنای فیلم‌های خارجی، مستند و انیمیشن که توسط کمیته‌ای خاص متشکل از اعضای تمام حوزه‌ها انتخاب می‌گردند. در بخش خاص انتخاب بهترین فیلم، تمامی اعضا صلاحیت انتخاب نامزدها را دارند. فیلم‌های خارجی باید دارای زیرنویس انگلیسی باشند و هر کشور می‌تواند سالیانه فقط یک فیلم پیشنهاد کند. اعضای گروه‌های مختلف افراد مربوط به حوزه خودشان را به عنوان نامزد تعیین می‌کنند. سپس برندگان در دور دوم رای‌گیری که در آن تمامی اعضا در بیشتر گروه‌ها از جمله بهترین فیلم حق رأی دارند انتخاب می‌شوند.

## مراسم

### پخش تلویزیونی
نمایش جوایز اسکار در دوره‌های مختلف شاهد تغییرات و اتفاقات مهمی شد.
جوایز اصلی در یک جشن که مستقیماً از تلویزیون پخش می‌شود، اغلب در ماه مارس بعد از سال مربوط و ۶ هفته پس از اعلام اسامی نامزدان اعطا می‌شوند. این جشن بسیار مجلل و باشکوه است و تمامی مدعوین بر روی فرشی قرمز رنگ که توسط برجسته‌ترین طراحان مدروز آماده شده راه می‌روند. بر اساس تخمین‌ها هر سال بیش از یک میلیارد نفر به صورت زنده یا ضبط شده این جشن را تماشا می‌کنند.
این جشن برای اولین بار در سال ۱۹۵۳ از تلویزیون ان‌بی‌سی پخش شد. از آن زمان تا سال ۱۹۶۰ از ان‌بی‌سی و سپس از شبکه ای‌بی‌سی تا سال ۱۹۷۱ و مجدداً توسط ان‌بی‌سی پخش شد. ای بی‌سی دوباره در سال ۱۹۷۶ پخش این جشن را تا سال ۲۰۱۴ بر عهده گرفت.
پس از بیش از ۵۰ سال برگزاری در اواخر مارس یا اوایل آوریل، در سال ۲۰۰۴ برگزاری این جشن به اواخر فوریه یا اوایل مارس تغییر کرد که احتمالاً دلیل آن اجتناب از همزمانی این جشن با سایر برنامه‌های مهم در تلویزیون است.
جشن اعطای این جوایز توسط آژانس امنیت ملی ایالات متحده آمریکا به عنوان رویداد ویژه امنیت ملی محسوب می‌شود. مراسم اسکار در بیش از ۷۰ کشور که مجوز حق پخش آن را در اختیار دارند به صورت زنده پخش می‌شود.

### سالن
- ۱۹۳۰ تا ۱۹۴۳: هتل بیلتمور
- ۱۹۴۴ تا ۱۹۴۶: تئاتر چینی تی‌سی‌ال
- ۱۹۴۷ تا ۱۹۴۹: ملروز آونی
- ۱۹۵۰ تا ۱۹۶۰: پانتجز تئاتر
- ۱۹۶۰ تا ۱۹۸۰: سانتا مونیکا - دوروتی چندلر

از سال ۲۰۰۲ سالن تئاتر دالبی محل برگزاری فعلی مراسم جوایز اسکار است.
این سالن از زمان افتتاحش در سال ۲۰۰۱ تا فوریهٔ ۲۰۱۲، با نام تئاتر کُداک شناخته می‌شد.

### فرش قرمز
فرش قرمز اسکار با طنابی مخملی به دو بخش تقسیم شده‌است که نامزدها سمت چپ فرش قرمز حرکت می‌کنند تا بتوانند با خبرنگارها صحبت کنند؛ بقیهٔ مهمان‌ها هم از سمت راست فرش می‌روند. بخش اصلی فرش قرمز در بولوار هالیوود پهن می‌شود و از چندین روز پیش از برگزاری مراسم، عبورومرور در این بولوار ممنوع می‌شود.

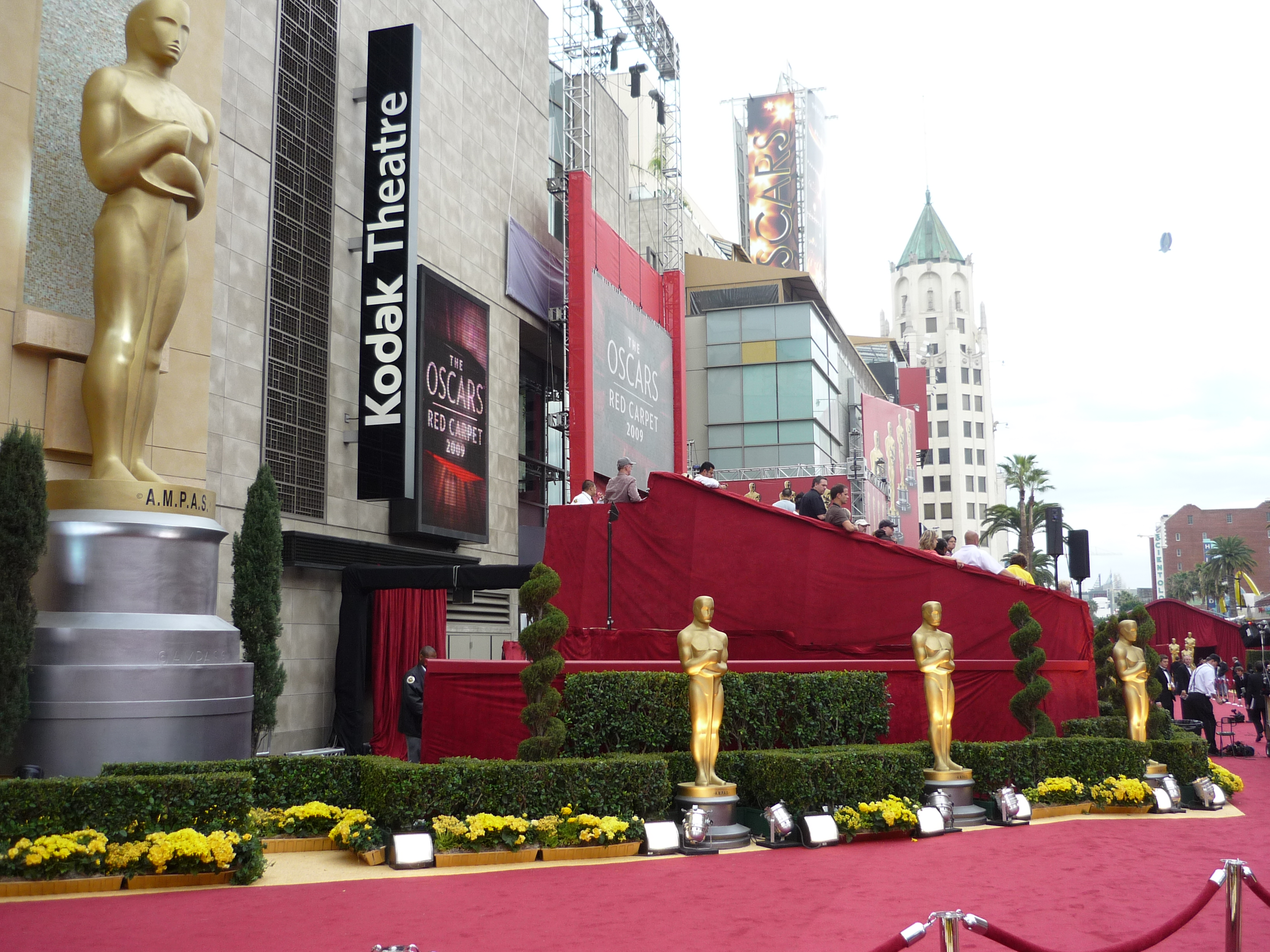
فرش قرمز مراسم هشتاد و یکم

## دستاوردهای منحصر به فرد
تا کنون دو نفر از برندگان جایزه اسکار برنده جایزه نوبل نیز بوده‌اند. جورج برنارد شاو ایرلندی در سال ۱۹۳۸ به این مهم دست یافت، وی پس از بردن جایزه نوبل ادبیات در ۱۹۲۵، در سال ۱۹۳۸ جایزه اسکار بهترین فیلمنامه اقتباسی را کسب کرد و ال گور سیاستمدار و فعال محیط زیست آمریکایی که در سال ۲۰۰۷ برای فیلم مستند یک حقیقت ناراحت‌کننده برنده بهترین فیلم مستند از جشنواره اسکار و در سال ۲۰۰۸ به دلیل فعالیت‌های بشردوستانه در جهت حفظ محیط زیست جایزه نوبل را دریافت کرده‌است. والت دیزنی با دریافت ۲۲ جایزهٔ آکادمی و ۴ جایزهٔ افتخاری آکادمی، رکورددار دریافت جایزهٔ اسکار است.

## جایزه‌ها
- جایزه اسکار بهترین فیلم
- جایزه اسکار بهترین کارگردانی
- جایزه اسکار بهترین بازیگر نقش اول مرد
- جایزه اسکار بهترین بازیگر نقش اول زن
- جایزه اسکار بهترین بازیگر نقش مکمل مرد
- جایزه اسکار بهترین بازیگر نقش مکمل زن
- جایزه اسکار بهترین فیلم‌نامه غیراقتباسی (اورجینال)
- جایزه اسکار بهترین فیلم‌نامه اقتباسی
- جایزه اسکار بهترین فیلم پویانمایی (انیمیشن)
- جایزه اسکار بهترین فیلم خارجی‌زبان
- جایزه اسکار بهترین فیلم مستند
- جایزه اسکار بهترین فیلم مستند کوتاه
- جایزه اسکار بهترین فیلم کوتاه
- جایزه اسکار بهترین پویانمایی کوتاه
- جایزه اسکار بهترین موسیقی متن
- جایزه اسکار بهترین ترانه
- جایزه اسکار بهترین تدوین صدا
- جایزه اسکار بهترین میکس صدا
- جایزه اسکار بهترین طراحی صحنه
- جایزه اسکار بهترین فیلمبرداری
- جایزه اسکار بهترین چهره پردازی و آرایش مو (گریم)
- جایز اسکار بهترین طراحی لباس
- جایزه اسکار بهترین تدوین
- جایزه اسکار بهترین جلوه‌های تصویری (ویژه)
- جایزه اسکار افتخاری

### سایر جوایز ارائه شده توسط آکادمی
علاوه بر جایزه اسکار، 9 جایزه افتخاری (غیر رقابتی) توسط آکادمی هر از گاهی ارائه می‌شود (به جز جایزه افتخاری آکادمی، جایزه دستاورد فنی و جوایز آکادمی دانشجویی که سالانه ارائه می‌شود): 
- جوایز فرمانداران :
  - جایزه افتخاری آکادمی (سالانه) (که ممکن است به شکل تندیس اسکار باشد یا نباشد)
  - جایزه یادبود ایروینگ جی تالبرگ (از سال 1938) (به شکل مجسمه نیم تنه تالبرگ)
  - جایزه بشردوستانه ژان هرشولت (از سال 1957) (به شکل تندیس اسکار)

- جوایز علمی و فنی آکادمی :
  - جایزه اسکار شایستگی (غیر رقابتی) (به صورت تندیس اسکار)؛
  - جایزه علمی و مهندسی (به صورت لوح برنزی)؛
  - جایزه دستاوردهای فنی (سالانه) (به صورت گواهی)؛
  - مدال ستایش جان A. Bonner (از سال 1978) (به صورت مدال)؛
  - جایزه گوردون ای. ساویر (از سال 1982)؛ و
  - جوایز آکادمی دانشجویی آکادمی (سالانه)